# Херсонська провінція

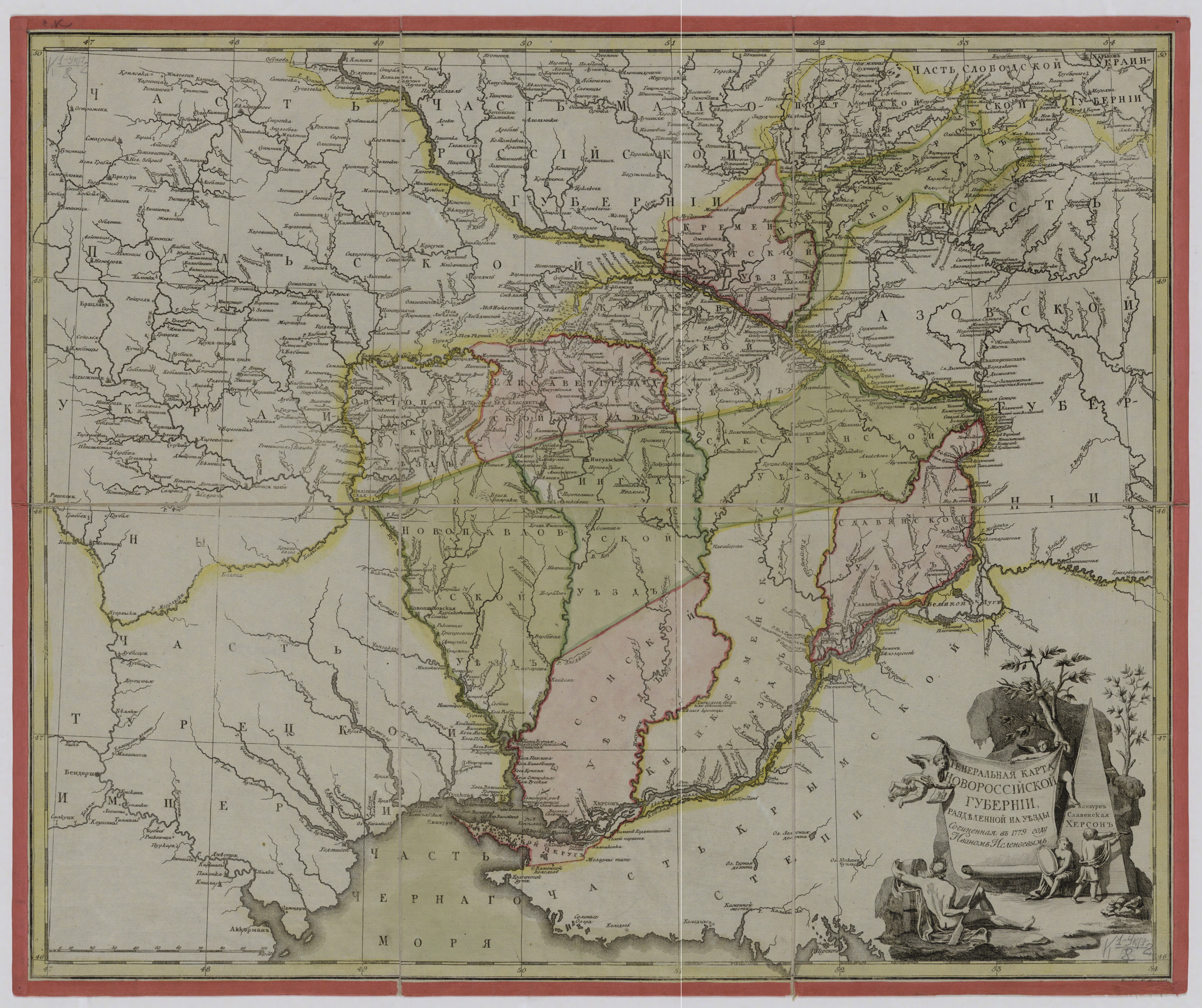
Генеральна карта Новоросійської губернії, поділеної на повіти. Складена 1779 року Іваном Ісленьєвим.

Херсонська провінція — адміністративно-територіальна одиниця Новоросійської губернії Російської імперії.
Утворена в 1776 році в результаті розподілу Новоросійської губернії на 4 провінції (лівобережну Полтавську та правобережні Єлисаветградську, Слав'янську і Херсонську) і губернський Кременчуцький повіт, після узгодження територіальних меж. Межі між провінціями та новоутвореними повітами губернії детально були визначені в «Ограничении Новороссийской губернии»(РГАДА, ф. 16, д. 797, ч. 2., лл. 293—330 об.). Кордони Херсонської провінції були наступними: починаючи від кордону Єлисаветградської провінції від устя Костоватого Ташлика, де він впадає в річку Буг, і далі Бугом вниз до її устя в Дніпро і від устя Бугу кордон продовжується з додаванням до провінції міста Кінбурна з його округом, далі до устя річки Інгульця і частини річки Дніпро з островами між Конських Вод, так як і по губернській межі на цій ділянці описано; далі від устя річки Інгульця вверх її серединою до кордонів Єлисаветградської провінції, до згаданої в описі тієї провінції встановленої межі в 1764 році і цією межею, до устя річки Костоватого Ташлика, де кордон цієї провінції брав свій початок.
В Херсонську провінцію входила більша частина землі між Бугом і Дніпром, яка дісталася Російській імперії по трактату 1774 року від Порти Оттоманської та землі колишніх Запорізьких вольностей. Адміністративним центром провінції мало бути місто Херсон, яке було засноване лише 18 червня 1778 року.
Херсонська провінція поділялася на три повіти:
- Новопавловський
- Херсонський
- Інгульський.

1783 року територія Новоросійської губернії увійшла до складу Катеринославського намісництва, де поділ на провінції вже не використовувався.